# В тылу врага: Диверсанты
«В тылу врага: Диверсанты» (англ. Silent Heroes) — компьютерная игра в стиле RTS, разработанная компаниями Best Way и Dark Fox, и изданная компанией 1С 16 сентября 2005 года. Является продолжением серии игр «В тылу врага» и первой игрой серии «Диверсанты».

## Особенности игры
Игра по своей концептуальности и манере прохождения похожа на своего прародителя «В тылу врага». За всю игру под управлением игрока побывает 6 диверсантов и с их помощью необходимо выполнить 10 различных миссий. Каждая миссия имеет индивидуальный подход и множество решений задач. По сравнению с первой частью серии игр «В тылу врага», «Диверсанты» прогрессировали в поведении искусственного интеллекта и в количестве вражеских сил на картах. До момента начала боя игрок должен составить для себя план действий, поскольку любое неверное решение в бою может привести к гибели одного из героев. Игра требует от игрока аккуратного, вдумчивого и неторопливого прохождения миссий.
От первой части игры сохранились ключевые особенности:
- Физический движок — придаёт игре большую зрелищность, а связанная с ним разрушаемость и система укрытий оказывают дополнительное влияние на ход ведения боя.
- Реалистичность — в игре присутствуют такие факторы, как ограниченный запас топлива и амуниции, а при стрельбе на дальних дистанциях существенно снижается точность оружия и его убойная сила.
- Ручное управление — игроку доступен ручной контроль управления любым дружественным юнитом (пехота, техника, стационарные орудия и т. д.). В таком режиме мышь выполняет роль прицела, а клавиши-стрелки на клавиатуре — передвижения. Таким образом игрок может более точно координировать поведение бойцов или техники на поле боя и координировать их действия.
- Система повреждений — у каждой боевой единицы, будь-то орудие, автомобиль или танк, имеются модули (зоны), которые поражаются определённым видом оружия. Для танков и подобной техники представлены следующие модули — корпус, башня, орудие, двигатель, правая и левая гусеницы. Для автомобилей — двигатель, корпус, кабина, все 4 колеса. Для орудий — пушка, правое и левое колесо, корпус. Модули помеченные красным цветом можно отремонтировать ремкомплектом. Модули окрашенные чёрным цветом отремонтировать нельзя.
- Боеприпасы — каждый тип оружия уникален и использует свой вид боеприпасов. Таким образом, снайперские винтовки используют только винтовочные патроны, автоматы и пистолеты — автоматные патроны, пулеметы — пулеметные ленты. В данной серии игр боеприпасы унифицированы и подходят ко всем видам оружия (к примеру если снять с вражеского бойца автомат MP-40 и разрядить его, можно зарядить ППШ и т. д.)

При разработке игры «Диверсанты» использовался усовершенствованный движок GEM версии 1.29А.6. В игре присутствует только однопользовательская игра, мультиплеер или кооперативное прохождение отсутствует.

## Сюжетная кампания
В игре представлена одна сюжетная линия, сосредоточенная на диверсантах СССР, которая включает 10 миссий. Вступление знакомит с тремя главными героями: Дмитрием Шевцовым, Василием Михайловым и Машей Боровицкой, задачей которых является захват немецкого офицера.
"Диверсия" — первая миссия, начинающаяся после вступления. Группа делится: часть под командованием Дмитрия остается у деревни, в то время как другая, возглавляемая Сергеем Самуиловым, доставляет офицера в штаб. Игрок управляет тремя героями, чья основная задача — уничтожение немецкого склада и полное освобождение деревни от захватчиков.
"Доставить языка" — вторая миссия, где группа Сергея захватывает немецкий автомобиль для быстрой доставки пленного офицера. Игрок должен обеспечить безопасный проезд к линии фронта и найти канистру с горючим. В этой миссии контролируются двое солдат — Игорь Веселов и Сергей Самуилов. Ремкомплект и подбитая техника облегчают задачу.
"Важная персона" — после допроса офицера перед диверсантами стоит задача захватить офицера СС. Группа из шести человек выдвигается к деревне «Свибловка». Диверсанты должны захватить контроль над двумя дорогами, но оказывается, что тот, кого они поймали, не офицер СС. Однако истинный офицер позже попадает в плен.
"Ловушка" — после успешной атаки немцев советские войска терпят поражение, и захваченный генерал вызывает беспокойство командования. Диверсанты, работая вместе с партизанами, отвлекают немецкие войска и очищают местность. Однако, добравшись до базы, они обнаруживают, что это ловушка с окружением танками и пехотой. Группа принимает решение захватить минный тральщик и вырваться через минные поля.
"Охота на снайперов" — вражеский снайпер убивает Машу Боровицкую. Советское командование отправляет диверсантов для ликвидации немецкой снайперской группы.
"Радары" — немецкие ученые разработали новую радиолокационную станцию «Wurzburg», что приведет к потере советских бомбардировщиков. Диверсанты получают задание уничтожить станцию. После разрушения одной РЛС они выявляют вторую и успешно завершает операцию.
"Удар с тыла" — предвидя наступление советских войск, немцы укрепляют оборону. Советское командование решает отправить диверсантов для уничтожения противника ночью. После успешного выполнения задачи, немцы пытаются выбить советских диверсантов, но те отражают атаку.
"Дерзкая атака" — разведка выявила немецкий склад боеприпасов. Диверсанты получают задание уничтожить склад и артиллерию Hummel.
"Поезд" — немцы усиливают охрану железнодорожного моста. Советское командование отправляет диверсантов для уничтожения врагов на станции и захвата железнодорожного склада.
"Охота на Тигра" — разведка сообщает о новом немецком танке «Королевский Тигр». Диверсанты получают задание захватить его. Пробив оборону, они занимают места экипажа, немецкое подкрепление пытается уничтожить танк, но терпит неудачу. Танк успешно доставляют на советские позиции, и диверсанты награждаются за выполнение сложных заданий.